# São Guinefort
São Guinefort (pronúncia em francês: [ɡin.fɔʁ]) foi um lendário galgo inglês oriundo da França no Século XIII que recebeu veneração local como um santo folclórico.

## História
Em uma das primeiras versões da história, descrita pelo monge dominicano Stephen de Bourbon em 1250, Guinefort, o cão de caça cinzento nascido no dia 27 de maio de 1242 e falecido no dia 22 de agosto do ano de 1250, pertencia a um cavaleiro que vivia em um castelo perto de Lyon. Um dia, um cavaleiro foi caçar e deixou seu filho bebê aos cuidados de Guinefort. Quando ele voltou, encontrou o berçário em caos — o berço havia sido derrubado e a criança não era avistada em nenhum lugar, tendo Guinefort ido cumprimentar seu mestre com sua boca com sangue. Acreditando que Guinefort tivesse devorado seu filho, o cavaleiro então matou o cão. Ele então ouviu uma criança chorando; ele virou o berço e encontrou seu filho deitado debaixo do mesmo, são e salvo, junto com o corpo de uma víbora morta, ensanguentada e com mordidas de cachorro. Guinefort havia matado a cobra e salvado a criança, e ao perceber o erro, a família juntamente com o cavalheiro colocou o corpo do cão num poço, cobriu-o com pedras e plantou árvores ao seu redor, montando um santuário para o Guinefort. Ao saber do triste martírio do cão, os habitantes locais veneraram o cão como um santo e visitaram seu santuário de árvores quando precisavam, especialmente mães com filhos doentes. Os camponeses locais ouvindo a nobre ação do cão e sua morte inocente, começaram a visitar o local e honrar o cão como mártir em busca de ajuda para suas doenças e outras necessidades.
O costume era considerado prejudicial e supersticioso pela igreja, que se esforçava para erradicá-lo. Ao surgir no Século XVI, as igrejas protestantes "criticaram o culto ao Guinefort vendo nele um exemplo dos abusos e erros da Igreja Católica". A hierarquia católica adotou a crítica e procurou suprimir as crenças e práticas do Guinefort e ostracizar os praticantes. Apesar desta tentativa inicial de ridicularizar e desprezar o culto de São Guinefort, a tradição local continuou. O culto a este santo cão persistiu por vários séculos, apesar das repetidas proibições da Igreja Católica. A memória comunitária das práticas ainda estava presente nos anos 70, com a última visita conhecida de alguém ao Bosque Saint Guinefort para efetuar uma cura para uma criança doente ocorrendo por volta dos anos 40.

## Na cultura popular
O filme francês Le Moine et la sorcière de 1987 (nos EUA conhecido como "A Feiticeira") é uma história ficcional baseada no texto original de Stephen de Bourbon sobre Saint Guinefort e o povo local.
Thomas de Hookton, o personagem principal da trilogia de Bernard Cornwell, The Grail Quest (2000-2003), é um crente em São Guinefort, rezando ao santo e usando uma pata em um pedaço de couro ao redor de seu pescoço.
No romance O Conto do Inquisidor, de Adam Gidwitz, de 2017, o galgo de estimação dos personagens principais, Gwenforte, tem uma forte semelhança com São Guinefort, especialmente na maneira de sua morte e ressurreição no início do romance.